# Filature des Calquières
La filature des Calquières est un musée industriel avec des machines uniques de 1850 qui travaillent la laine, situé à Langogne dans le département français de la Lozère. Il s'agit de la plus ancienne filature de laine en France, diront des techniciens avisés. Depuis 2015, la filature des Calquières est devenue un bâtiment plus important. La mairie de Langogne, propriétaire du bâtiment, a acheté la maison qui jouxte la filature, ce qui a permis d'agrandir la boutique, d'installer un manège avec cinéma dynamique, la pose d'un ascenseur qui dessert tous les étages et une galerie d'expositions plus grande.
En 2015, La filature des Calquières garde sa valeur historique et unique et prend le nom du Monde de Filaine, à la filature des Calquières. Filaine, c'est une mascotte inventée par les élèves du lycée Saint-Pierre-Saint-Paul de Langogne, et qui donne une dynamique à ce lieu culturel.

## Histoire
L'industrie de la laine a longtemps été une source importante de revenu pour les habitants de l'ancienne province du Gévaudan, devenue la Lozère après la Révolution française. Au XVIIe siècle, la rue des Calquières s'appelait rue des Moulins, il y avait surtout des tanneurs.
Au milieu du XIXe, le moulin des Calquières avait deux activités : le jour, il servait à faire tourner les machines de la filature, et la nuit, les meules pour moudre le grain. C'est Pierre-Emmanuel Hippolyte Boyer qui achète le moulin rue des Calquières en 1828 pour y installer une filature se servant de la force hydraulique pour faire tourner les machines à filer et à tisser. En 1842, le moulin Boyer connu depuis le XVe siècle pour le grain et le drap (foulons) est surélevé pour abriter la filature de laine dès 1853.
En 1876, Pierre-Emmanuel Hippolyte meurt, son fils meurt à son tour, cinq plus tard. Sa veuve prend la direction de la filature. Cette activité est prospère, la filature emploie une dizaine de personnes.
En 1888, le Langouyrou est en crue et fait de gros dégâts.
En 1904, il y a quatre filatures à Langogne, dont la filature Boyer. En 1908, Mme veuve Boyer décède et c'est son gendre, Henri-Léon Engles qui dirige alors l'entreprise jusqu'à sa mort en 1912. Son fils de 22 ans prend sa suite, l'activité est prospère, mais va décliner peu à peu. Vers 1920, le tissage s'arrête, mais le filage continuera jusqu'en 1990, départ à la retraite du dernier propriétaire, Louis Engles.
En 1992, la filature est vendue à la commune de Langogne, qui y ouvre le musée en 1994, après avoir fait classer les machines et le bâtiment à l'inventaire des Monuments historiques.

## Description
La filature est située au bord du Langouyrou et possède une roue à aubes de 3,85 m de diamètre, et 85 cm d'épaisseur, en bois de mélèze. C'est une roue à jantes et augets trapézoïdaux, la chute est de 2 mètres environ, le débit de 150 litres par seconde ce qui donne une puissance de 4 ch (~ 3 kW). Son mouvement actionne les machines de la filature grâce à des poulies et courroies.
Le bâtiment actuel possède un soubassement et trois étages, à l'étage supérieur le plafond est suspendu à la panne faîtière dont il est solidaire.
Le bâtiment et les machines sont classées à l'inventaire des monuments historiques.
- le soubassement est l'entrée du musée, où on prend les billets, mais aussi la boutique.
- au rez-de-chaussée on trouve la roue et les premières machines qui servent au battage et au lavage de la laine.
  - la cuve de lavage avec son mécanisme à deux fourches appelé « homme de fer »
  - les batteurs : l'un est vertical, garni de trois pales de 27 centimètres de large et d'un ensemble de broches en fer forgé qui permettent d'ouvrir les mèches de laine. L'autre est horizontal, est un rouleau garni de pointes en acier. Il est appelé « loup batteur » car il rappelle le collier que l'on mettait aux chiens pour les protéger des loups[réf. nécessaire].
- Au premier étage on trouve les machines à carder.

La première machine est appelée carde nappeuse ou "drouse", la laine déjà battue et enduite d'un peu d'oléine, passe entre des rouleaux munis de picots, elle en ressort sous forme d'une nappe de 1 mètre de large.
La laine passe ensuite dans la machine appelée « carde bobineuse » car elle produit des bobines.
Ces bobines sont ensuite placées sur une troisième carde appelée « fileuse » qui transforme le ruban en fil roulé mais pas tordu.
- Au deuxième étage se trouve le joyau de la filature : la « mule-jenny » qui est une machine à dévidage et torsion automatique. Elle transforme le fil cardé et fil étiré et tordu. Elle mesure 9 mètres de large, possède 120 broches et effectuait donc le travail de plusieurs dizaines de fileuses. Cette machine a été fabriquée vers 1825. Elle fut achetée d'occasion et installée vers 1850-1860 dans la filature Calquières. Ce type de machine a été conçu en 1779 par l'Anglais Samuel Crompton, à partir d'une précédente machine, la Spinning Jenny inventée en 1764 par l'anglais James Hargreaves. Certains prétendent qu'elle s'appelle "mule-jenny" du nom de la fille de Hargreaves qui s'appelait Jennyfer, mais il se peut que Jenny provienne d'une transformation du mot anglais "engine", voulant dire machine. Elle ne peut se manier qu'avec une certaine force physique et un long entraînement.

Quand l'activité de la filature était florissante, il y avait trois mule-jennys de 120 broches et une petite de 40 broches. Ce sont des enfants, que l'on appelait les rattacheurs, qui passaient sous les machines pour renouer les fils.
On trouve aussi à cet étage une autre machine, l'assembleuse bobineuse, qui permet de regrouper les fils pour les retordre ensemble, ainsi que la "retordeuse" servant à créer le produit final, les écheveaux de laine.
- troisième étage : c'est l'espace pédagogique consacré pour les enfants à l'apprentissage du travail de la laine, Tout au long de la saison, les animateurs proposent dans cet espace des ateliers feutre et tissage pour tous. On y trouve aussi une salle de projection.

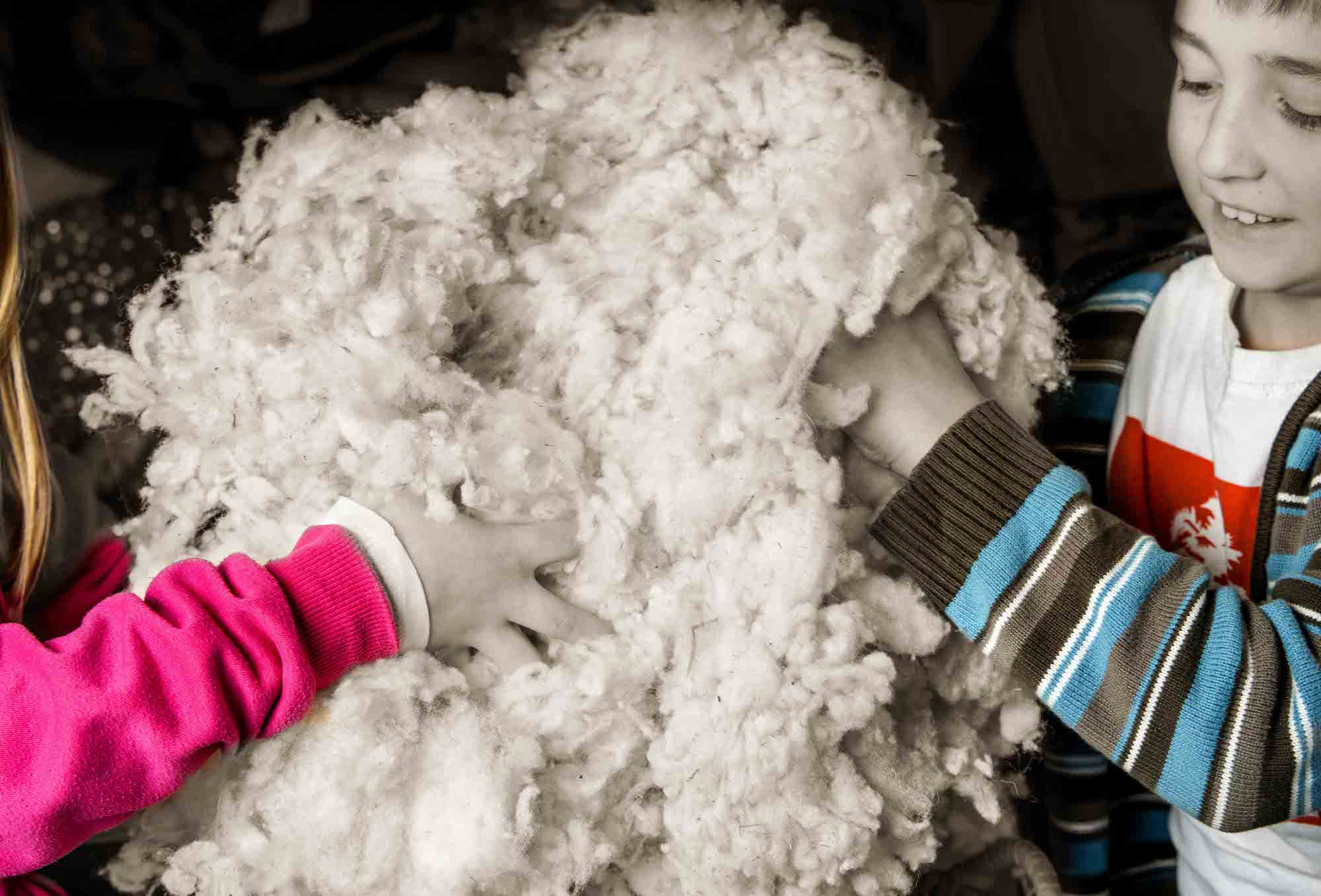
C'est un lieu pensé pour les plus jeunes avec l'espace jeune public.
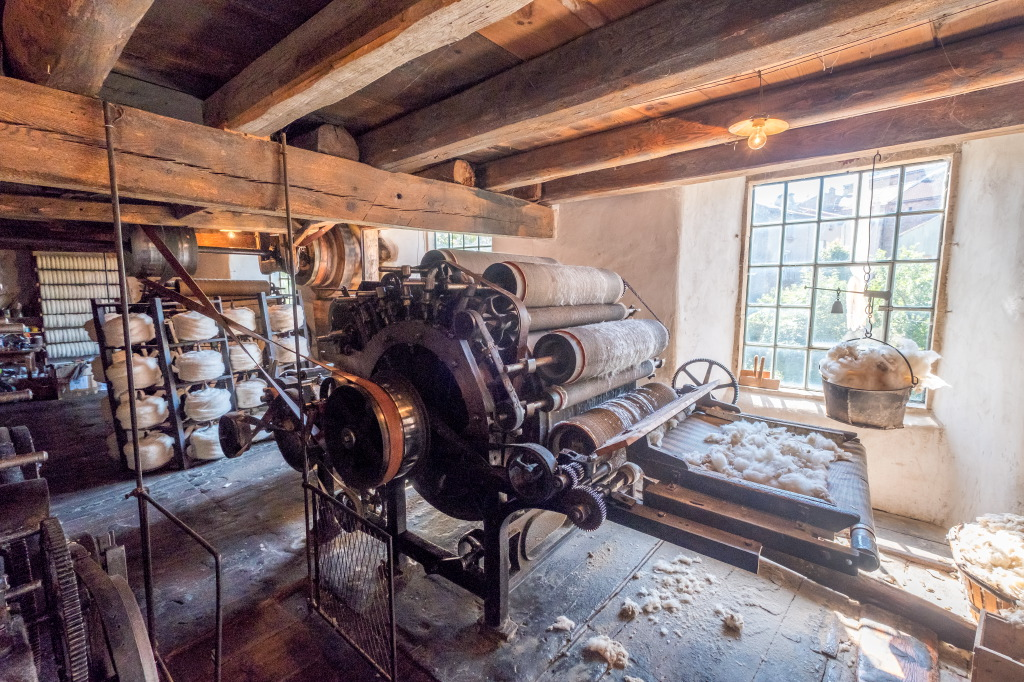
Cardeuse nappeuse
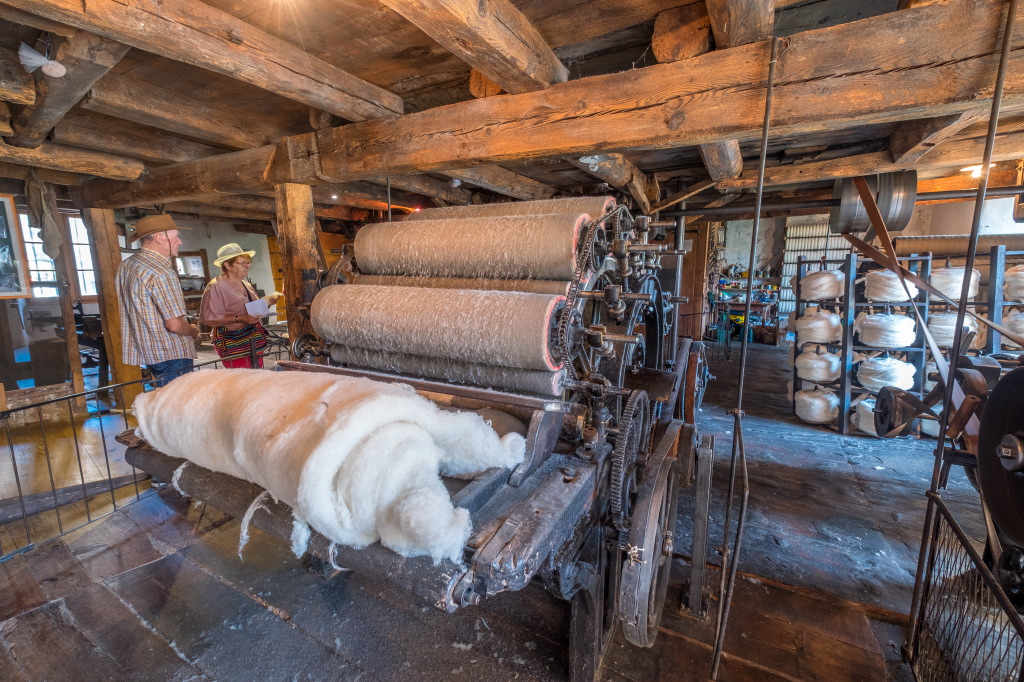
Cardeuse bobineuse
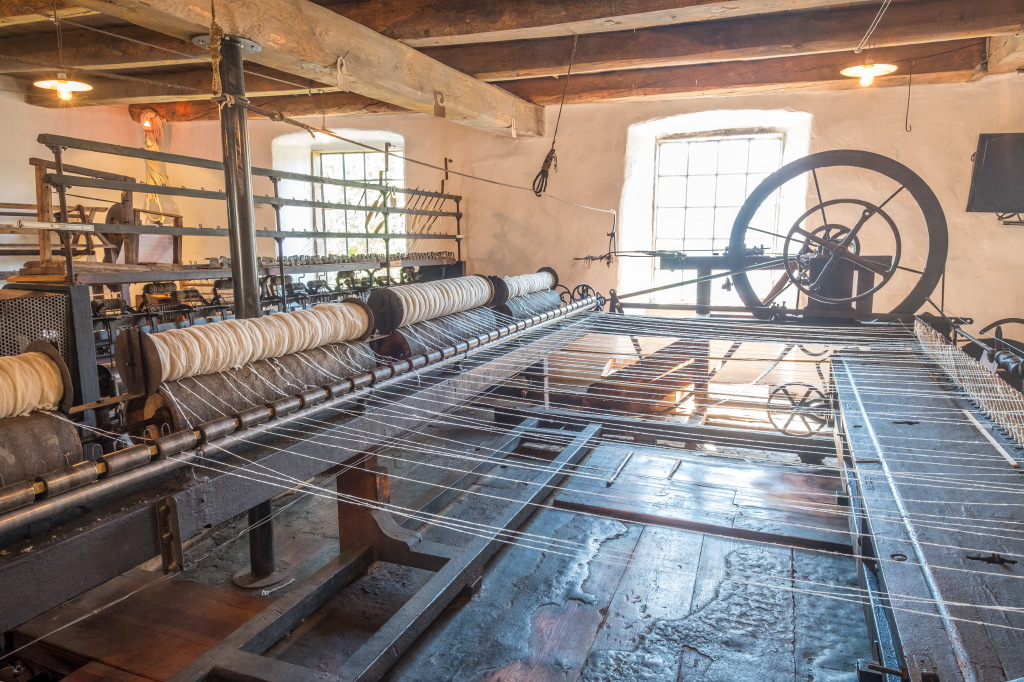
La Mule Jenny.

## Sources et références

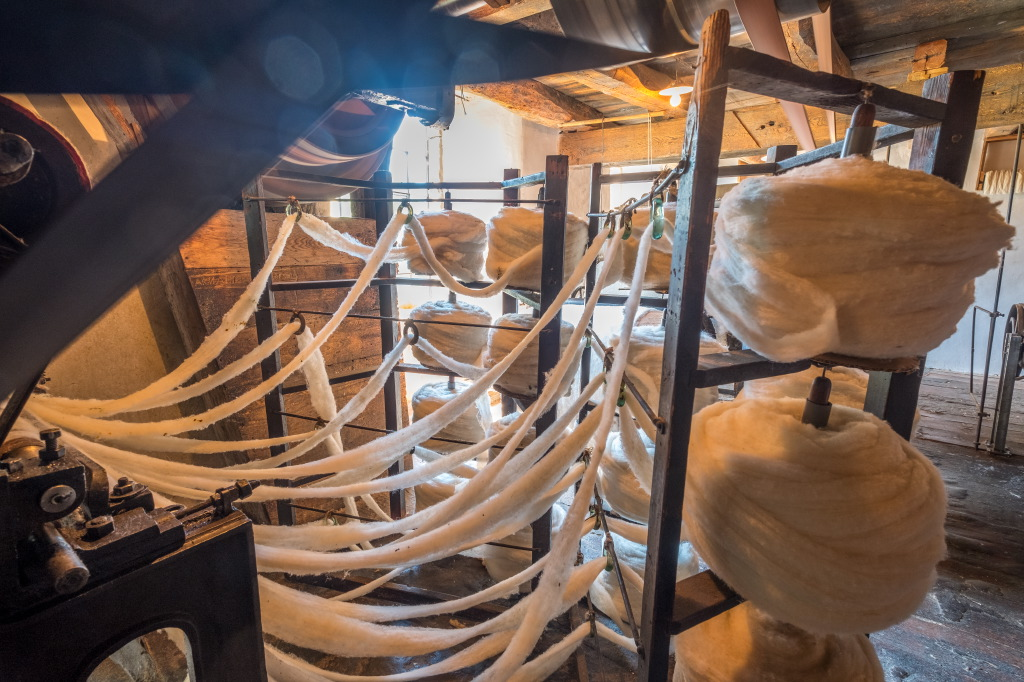
La carde fileuse dernière étape avant le filage sur la mule jenny.

1. ↑  (fr) [PDF] fréquentation 2007 par l'observatoire régional du tourisme en Languedoc-Roussillon
2. ↑  Notice no PA00132615, sur la plateforme ouverte du patrimoine, base Mérimée, ministère français de la Culture
3. ↑  Enfants et jeunes ouvriers en France: XIXe – XXe siècle  Par Pierre Pierrard, page 95,  (ISBN 2-7082-2541-3)

- Voir aussi